# صلاح الوديع
صلاح الوديع (مواليد 4 أغسطس 1952، سلا) شاعر وحقوقي ومعتقل سياسي سابق مغربي.

## مسيرته
حصل الوديع على شهادة الإجازة في الفلسفة سنة 1982، ثم على شهادة الدروس المعمقة في العلوم السياسية من كلية الحقوق بمونبولييه بفرنسا سنة 1987. عام 1997 عين أستاذاً بالمدرسة العليا لتدبير المقاولات بمدينة الدار البيضاء، غير أن وظيفته الجديدة لم تثنيه عن اهتماماته الأدبية حيث عمل معداً ومقدماً لبرنامج «لحظة شعر» بالقناة الثانية المغربية مابين سنتي 2000 و2002.
عمل الوديع في عدد من الجمعيات من قبيل المنظمة المغربية لحقوق الإنسان التي شارك في تأسيسها سنة 1988، والمنتدى المغربي للحقيقة والإنصاف. وهو أيضا عضو بالهيئة العليا للتواصل السمعي البصري، ورئيس لجمعية «مدينة متضامنة».
هو مُنسّق «حركة ضمير» التي أطلقها عدد من المثقفين والناشطين السياسيين المغاربة المعروفين بتوجههم «الحداثي» وبمعارضتهم للإسلاميين، الهدف منها «المساهمة في دعم الديمقراطية»، لكن البعض يرى فيها وسيلة لمواجهة المد الإسلامي في المغرب.

### المسار السياسي
انخرط الوديع في حركة 23 مارس، وهي منظمة ماركسية لينينية سرية من أقصى اليسار. أُلقي القبض عليه رفقة أخيه عزيز الوديع سنة 1974، وحُكم عليهما سنة 1977 ب 22 سنة سجنا. أُطلق سراحهما سنة 1984.
ارتبط اسمه باليسار، فدخل غمار الانتخابات البرلمانية والمحلية، لكنه في كل مرة كانت مغامراته الانتخابية تقابل بفشل ذريع. وفي سنة 2008، انضم إلى صفوف حزب الأصالة والمعاصرة. لكنّه قدّم استقالته بعد ذلك بسنوات.

### المسار الأدبي
سنة 1985، نشر قصائده الأولى في السجن. صدر له ديوانان شعريان «جراح الصدر العاري» سنة 1985 و«مازال في القلب شيء يستحق الانتباه» سنة 1988، ورواية «العريس» عام 1998.

## مؤلفاته
العريس رواية
ميموزا سيرة ذاتية صدرت عن المركز الثقافي للكتاب2025